# Elijah Lim
Elijah Lim (* 8. Mai 2001 in Singapur), mit vollständigen Namen Elijah Lim Teck Yong, ist ein singapurischer Fußballspieler.

## Karriere
Elijah Lim erlernte das Fußballspielen in der Schulmannschaft der Singapore Sports School und der National Football Academy 2019 stand er bei den Tampines Rovers unter Vertrag. Der Verein spielte in der ersten Liga, der Singapore Premier League. Sein Erstligadebüt gab er am 29. Mai 2019 im Spiel gegen die Young Lions. Hier wurde er in der 90. Minute für Zehrudin Mehmedović eingewechselt. Mit den Rovers feierte er 2019 die Vizemeisterschaft und den Gewinn des Singapore Cup. Im Endspiel besiegten die Rovers den Warriors FC mit 4:3. Anfang 2020 wechselte er zum Ligakonkurrenten Balestier Khalsa. Für Khalsa stand er fünfmal in der ersten Liga auf dem Spielfeld. Anfang Januar 2021 nahm ihn der ebenfalls in der ersten Liga spielende Geylang International unter Vertrag.

## Erfolge
Tampines Rovers
- Singapore Premier League

Vizemeister: 2019
- Singapore Cup: 2019